# Greatest Hits (álbum de Lighthouse Family)
Greatest Hits es un álbum recopilatorio de éxitos del dúo británico Lighthouse Family, publicado el 18 de noviembre de 2002 por el sello discográfico Wildcard/Polydor. Existen dos versiones del mismo álbum, uno con dos canciones adicionales (Lifted (Linslee Mix) y End of the Sky) y otro sin ellas. El álbum obtuvo un disco de oro.
El 7 de abril de 2003 se reeditó 'The Very Best of Lighthouse Family, el cual contiene las mismas canciones que el anterior. La diferencia está en que siete de ellas se pueden descargar desde un sitio web (website). El álbum obtuvo un disco de platino.
El álbum contiene todos los sencillos del dúo, además de las canciones adicionales End of the Sky, Absolutely Everything, Ain't No Sunshine (una versión del tema de Bill Withers, grabada para la B.S.O. de la película Notting Hill) y I Could Have Loved You, la cual se reeditó en marzo de 2003.

## Canciones
|     | Título                                                               | Puesto en listas                                                                                    | Duración |
| --- | -------------------------------------------------------------------- | --------------------------------------------------------------------------------------------------- | -------- |
| 1.  | "Lifted" (7" Version)                                                | En junio de 1995 alcanzó el puesto número 61. En enero de 1996, su reedición alcanzó el número 4.   | 4:21     |
| 2.  | "Ocean Drive" (7" Radio Mix)                                         | En agosto de 1995 alcanzó el puesto número 34. En abril de 1996, su reedición alcanzó el número 11. | 4:01     |
| 3.  | "High" (Full-Length Version)                                         | En enero de 1998 alcanzó el puesto número 4.                                                        | 5:13     |
| 4.  | "Raincloud" (7" Mix)                                                 | En septiembre de 1997 alcanzó el puesto número 6.                                                   | 4:06     |
| 5.  | "Lost In Space"                                                      | En mayo de 1998 alcanzó el puesto número 6.                                                         | 5:23     |
| 6.  | "Loving Every Minute" (Album Version)                                | En noviembre de 1996 alcanzó el puesto número 20.                                                   | 4:12     |
| 7.  | "(I Wish I Knew How It Would Feel to Be) Free / One" (Album Version) | En noviembre de 2001 alcanzó el puesto número 6.                                                    | 5:17     |
| 8.  | "Question of Faith" (7" Mix)                                         | En octubre de 1998 alcanzó el puesto número 21.                                                     | 3:52     |
| 9.  | "Ain't No Sunshine" (Album Version)                                  | | 3:42     |
| 10. | "Goodbye Heartbreak" (Album Version)                                 | En septiembre de 1996 alcanzó el puesto número 14.                                                  | 4:09     |
| 11. | "Run" (Album Version)                                                | En febrero de 2002 alcanzó el puesto número 30.                                                     | 4:01     |
| 12. | "Postcard from Heaven" (7" Mix)                                      | En enero de 1999 alcanzó el puesto número 24.                                                       | 4:22     |
| 13. | "Happy" (Album Version)                                              | En julio de 2002 alcanzó el puesto número 51.                                                       | 4:37     |
| 14. | "I Could Have Loved You" (Album Version)                             | | 4:00     |
| 15. | "Absolutely Everything" (Album Version)                              | | 4:18     |
| 16. | "Lifted" (Linslee Mix) (Bonus Track)                                 | | 4:02     |
| 17. | "End of the Sky" (Phil Bodger Mix) (Bonus Track)                     | | 4:59     |

## Listas internacionales
Greatest Hits
| País        | Fecha             | Posición | Ventas       |              |
| ----------- | ----------------- | -------- | ------------ | ------------ |
| Reino Unido | noviembre de 2002 | 23       | 0.1 millones | Disco de oro |
| Austria     | diciembre de 2002 | 36       | --           | --           |
| Suiza       | diciembre de 2002 | 66       | --           | --           |

The Very Best of Lighthouse Family
| País        | Fecha         | Posición | Ventas       |                  |
| ----------- | ------------- | -------- | ------------ | ---------------- |
| Reino Unido | abril de 2003 | 9        | 0.3 millones | Disco de platino |